# Hinnsjön
Hinnsjön är en sjö i Örnsköldsviks kommun i Ångermanland och ingår i Nätraåns huvudavrinningsområde. Sjön är 30 meter djup, har en yta på 6,01 kvadratkilometer och är belägen 204 meter över havet. Sjön avvattnas av vattendraget Hinnsjöån. Vid provfiske har bland annat abborre, gärs, gädda och lake fångats i sjön.

## Delavrinningsområde
Hinnsjön ingår i det delavrinningsområde (701426-161862) som SMHI kallar för Utloppet av Hinnsjön. Medelhöjden är 246 meter över havet och ytan är 29,54 kvadratkilometer. Räknas de 8 avrinningsområdena uppströms in blir den ackumulerade arean 113,11 kvadratkilometer. Hinnsjöån som avvattnar avrinningsområdet har biflödesordning 2, vilket innebär att vattnet flödar genom totalt 2 vattendrag innan det når havet efter 32 kilometer. Avrinningsområdet består mestadels av skog (69 procent). Avrinningsområdet har 6 kvadratkilometer vattenytor vilket ger det en sjöprocent på 20,3 procent.

## Fisk
Vid provfiske har följande fisk fångats i sjön:
- Abborre
- Gädda
- Gärs
- Lake
- Mört
- Nors
- Sik
- Siklöja